# Nagyidai Gergő
Nagyidai Gergő (Cegléd, 1981. április 19. –) magyar színész.

## Életpályája
Cegléden nőtt fel, a Török János Mezőgazdasági Szakközépiskola tanulója volt. Itt állattenyésztő és állategészségügyi technikus képzettséget szerzett. 2003-ban végzett a Gór Nagy Mária Színitanodában. 2003-2024 között a nyíregyházi Móricz Zsigmond Színház tagja volt. 2024-től a debreceni Csokonai Színház színésze.

### Magánélete
Felesége Munkácsi Anita színésznő. 2005-ben született lánya: Lili Jázmin. 2020-ban született kislányuk: Zille Róza.

## Fontosabb színházi szerepei
- William Shakespeare: Macbeth... Macbeth
- William Shakespeare: Romeo és Júlia... Benvolio
- William Shakespeare: Lear király... Cornwall fejedelem
- William Shakespeare: Coriolanus... Cominius (vezér a volszkok ellen)
- William Shakespeare: Ahogy nektek tetszik... Orlando
- Molière: Don Juan... Don Alonso, Don Garcia, Násznép 1.
- Heinrich von Kleist: Tűzpróba avagy a Heilbronni Katica... Friedeborn Gottfried (Katica vőlegénye)
- Wolfgang Amadeus Mozart: A varázsfuvola... Monostatos
- Anton Pavlovics Csehov: A manó... Fjodor Ivanovics
- Anton Pavlovics Csehov: Cseresznyéskert... Lopahin
- Mihail Afanaszjevics Bulgakov: A Mester és Margarita... Behemót
- Henrik Ibsen: Peer Gynt... Vőlegény (gyerek, a korcs fiú, Monsieur Ballon, Husszein, Miniszter, aki toll is, szakács is)
- Friedrich Dürrenmatt: János király... Lipót (Ausztria hercege)
- Bertolt Brecht: A szecsuáni jólélek... Férfi
- Bertolt Brecht: Kurázsi mama és gyermekei... Eilif
- Gabriel García Márquez: Száz év magány... José Arcadio
- Ray Cooney: A miniszter félrelép... Ronnie (Jane férje)
- Agatha Christie: Egérfogó... Metcalf őrnagy
- Max Frisch: Biedermann és a gyújtogatók... Kar (mely a helybeli tűzoltóságból áll)
- Csokonai Vitéz Mihály: Az özvegy Karnyóné és a két szeleburdiak... Samu
- Petőfi Sándor: Tigris és hiéna... Dengez (magyar úr)
- Jókai Mór: A kőszívű ember fiai... Palwicz Ottó (Alfonsine szerelme)
- Lengyel Menyhért: A waterloói csata... Hudacsek, filmszínész; Egy német úr
- Molnár Ferenc: A Pál utcai fiúk... Geréb apja
- Molnár Ferenc: Liliom... Ficsúr
- Móricz Zsigmond: Úri muri... Szakhmáry Zoltán
- Rejtő Jenő: Az ellopott futár... Horog Bele, a Jelölt
- Örkény István: Kulcskeresők... Gyászhuszár I.
- Szakonyi Károly: Adáshiba... Dönci
- Sütő András: A szuzai menyegző... Ifjú Bésszosz
- Spiró György: Koccanás... Karvezető
- Egressy Zoltán: Fafeye, a tenger ész... Fafeye
- Dragomán György: Kalucsni... Balla
- Lőrinczy Attila: Balta a fejbe... Richárd apjának szelleme
- Szente Vajk: Legénybúcsú... Bob, a testőr
- Szörényi Levente – Bródy János: Kőműves Kelemen... Márton
- Déry Tibor – Pós Sándor – Presser Gábor – Adamis Anna: Képzelt riport egy amerikai popfesztiválról... Bill
- Fenyő Miklós – Tasnádi István: Aranycsapat... Pályaedző; Bakonyi Bobi, szurkoló
- Ödön von Horváth: Mesél a bécsi erdő... Konferanszié
- Zerkovitz Béla: Csókos asszony... Dorozsmay Pista
- Kálmán Imre: Csárdáskirálynő... Rohnsdorf (tábornok)
- Thornton Wilder: Hajszál híján... Henrik
- Jerry Herman – Harvey Fierstein: Őrült nők ketrece... Jean-Michel
- Martin McDonagh: Párnaember... Ariel
- Jimmy Roberts – Joe Dipietro: Ájlávju ... de jó vagy, légy más!... Férfi 1.
- Lars von Trier: A főfőnök... Finnur
- Marius von Mayenburg: Mártírok... Markus Dörflinger (történelem - testnevelés)
- John Kander – Fred Ebb – Bob Fosse: Chicago... Billy Flynn
- Prosper Mérimée – Sediánszky Nóra: A név: Carmen... José
- Pato Dooley – Martin McDonagh: Leenane szépe... Pat Dooley
- Paul Maar: Hoppláda... Hoppmarsall
- Juste Leblanc – Francis Veber: Balfácánt vacsorára!
- Nicky Giblin – Conor McPherson: Tengeren
- Tracy Letts: Augusztus Oklahomában... Steve Heidbrecht, Karen vőlegénye
- Lázár Ervin: A kisfiú meg az oroszlánok... Viktor

## Filmes és televíziós szerepei
- Tűzvonalban (2007) ...Kommandós
- A tanár (2021) ...Jéger Mihály
- Cella – Letöltendő élet (2023) ...Kolos

## Díjai és elismerései
- Móricz-gyűrű (2017)[6]